# クロード・ドゥラングル
クロード・ドゥラングル（Claude Delangle, 1957年-）は、フランスのサクソフォーン奏者、パリ国立高等音楽・舞踊学校サクソフォーン科教授。クロード・ドラングルとも表記される。

## 経歴
ドゥラングルはリヨン出身。パリ国立高等音楽・舞踊学校で優秀な成績を収め、1988年同校の教授に就任。妻のエコールノルマル音楽院ピアノ科教授オディール・ドゥラングルとデュオを組んでいる。 
1986年から2000年まで、ピエール・ブーレーズの依頼でアンサンブル・アンテルコンテンポランのソリストを勤める。またソリストとして、BBC交響楽団、フランス放送フィルハーモニー管弦楽団、ケルン放送交響楽団、ベルリン・フィルハーモニー管弦楽団などと共演を重ねている。 
1989年、彼はリヨン国立地方音楽院教授セルジュ・ビションとギャップ国立音楽院教授イヴ・ランボーと共に、ギャップ市の支援を受けてヨーロッパ・サクソフォーン大学を創設し、サクソフォーン上級者が技術を向上させプロフェッショナルの奏者と出会うための12日間のサクソフォーン講習を開催している。
2007年、彼はマルコ・ストロッパのサクソフォーンのための作品「…沈黙の」を静岡音楽館AOIで初演した。またフランスの出版社アンリ・ルモワンヌ社から「クロード・ドゥラングル・コレクション」として、友人であるブルーノ・マントヴァーニ、野平一郎らの作品を出版している。
クロード・ドゥラングルはルーヴシエンヌのサン・ジェルマン・サン・クルーにあるルーマニア教区のキリスト教正統派の大助祭でもある。2021年に司祭に授任された。

## 栄誉
2017年にフランス政府より芸術文化勲章を授与された。